# Frank Dancevic
Frank Rusell Dancevic (Servisch: Френк Расел Данчевић, Frank Dančević) (Niagara Falls, 26 september 1984) is een Canadees professioneel tennisser, die ook regelmatig uitkomt voor het Canadees Davis Cupteam.
De ouders van Dancevic' vader zijn geboren in Apatin, zijn moeder komt uit Quebec.

## Carrière
Dancevic is in het verleden vooral actief geweest op het challengercircuit, één niveau lager dan de ATP-tour. In zowel 2003 als in 2006 wist Dancevic tweemaal een challenger te winnen, wat zijn totaal aantal titels op vier zet.

### 2006
Dancevic wist zich bij de Wimbledon 2006 voor het eerst te kwalificeren voor een Grandslamtoernooi, maar werd in de eerste ronde verslagen door Radek Štěpánek. In voorbereiding op dit toernooi wist Dancevic de tweede ronde te bereiken op Queen's (verloren van Roddick).
In eigen land, bij de Canada Masters, wist Dancevic de tweede ronde te bereiken. Bij de kwalificaties van de US Open 2006 was hij als eerste geplaatst, maar wist hij zich echter niet te kwalificeren.

### 2007
Dancevic wist zich bij de Australian Open 2007 voor de tweede maal te plaatsen voor een Grandslamtoernooi en won hier zijn eerste Granslamwedstrijd, van Victor Hănescu. In de tweede ronde moest Dancevic het opnemenen tegen de als 19e geplaatste Lleyton Hewitt, Dancevic verloor in vier sets. Bij het ATP-toernooi van Indian Wells (ATP Masters Series), wist Dancevic de tweede ronde te bereiken na een overwinning op Alexander Waske.
Dancevic kwam het hoofdtoernooi van Wimbledon 2007 binnen als lucky loser na het terugtrekken van Mario Ančić. Hij won zijn tweede Grandslamwedstrijd, waarna hij in de tweede ronde verloor van David Nalbandian.
In het ATP-toernooi van Atlanta versloeg Dancevic Benjamin Becker in de eerste ronde, dit betekende zijn eerste overwinning op een top 50-speler. Dancevic wist de halve finale te bereiken, hierin wist hij verrassend te winnen van de top 5-speler Andy Roddick. In de finale moest hij echter zijn meerdere erkennen aan de Rus Dmitri Toersoenov (4-6, 5-7).
Dancevic behaalde in augustus tijdens het ATP-toernooi van Montreal 2007 de kwartfinales. Dit resultaat zorgde voor zijn beste positie op de wereldranglijst tot nu toe, plaats 67.

## Davis Cup
Dancevic heeft 21 wedstrijden voor het Canadees Davis Cupteam gespeeld, waarvan hij er 11 winnend heeft afgesloten. In de Davis Cup 2004 verloor hij in de ontmoeting met Nederland van zowel Sjeng Schalken als Martin Verkerk (beiden in vier sets).

## Palmares
| Legenda                       | Legenda               |
| ----------------------------- | --------------------- |
| Grand Slam                    |                       |
| Olympische Spelen             |                       |
| tot 2009                      | vanaf 2009            |
| Tennis Masters Cup            | ATP Finals            |
| ATP Masters Series            | ATP Tour Masters 1000 |
| ATP International Series Gold | ATP Tour 500          |
| ATP International Series      | ATP Tour 250          |

### Enkelspel
| Nr.                          | Datum           | Toernooi         | Ondergrond | Tegenstander      | Score               | Details |
| ---------------------------- | --------------- | ---------------- | ---------- | ----------------- | ------------------- | ------- |
| Verloren finales             |                 |                  |            |                   |                     |         |
| 1.                           | 29 juli 2007    | ATP Indianapolis | Hardcourt  | Dmitri Toersoenov | 4-6, 5-7            | Details |
| 2.                           | 21 juni 2009    | ATP Eastbourne   | Gras       | Dmitri Toersoenov | 3-6, 6-7(5)         | Details |
| Gewonnen finales challengers |                 |                  |            |                   |                     |         |
| 1.                           | 13 juli 2003    | Granby           | Hardcourt  | Eric Taino        | 7-6(10), 6-1, 6-3   |         |
| 2.                           | 27 juli 2003    | Lexington        | Hardcourt  | Petr Kralert      | 7-5, 6-4            |         |
| 3.                           | 29 januari 2006 | Waikoloa         | Hardcourt  | Yen-Hsun Lu       | 6-7(15), 6-2, 6-2   |         |
| 4.                           | 30 juli 2007    | Granby           | Hardcourt  | Tobias Clemens    | 6-7(2), 7-6(6), 6-3 |         |
| 5.                           | 8 juni 2008     | Surbiton         | Gras       | Kevin Anderson    | 4-6, 6-3, 7-6(4)    |         |
| 6.                           | 18 maart 2012   | Dallas           | Hardcourt  | Igor Andrejev     | 7-6(4), 6-3         |         |
| 7.                           | 21 juli 2013    | Granby           | Hardcourt  | Lukáš Lacko       | 6-4, 6-7(4), 6-3    |         |
| 8.                           | 15 juni 2014    | Kosice           | Gravel     | Norbert Gombos    | 6-2, 3-6, 6-2       |         |

### Dubbelspel
| Nr.                          | Datum          | Toernooi  | Ondergrond | Partner        | Tegenstanders in finale       | Score       | Details |
| ---------------------------- | -------------- | --------- | ---------- | -------------- | ----------------------------- | ----------- | ------- |
| Verloren finales             |                |           |            |                |                               |             |         |
| 1.                           | 7 oktober 2007 | ATP Tokio | Hardcourt  | Stephen Huss   | Jordan Kerr Robert Lindstedt  | 4-6, 4-6    | Details |
| Gewonnen finales challengers |                |           |            |                |                               |             |         |
| 1.                           | 18 juli 2004   | Granby    | Hardcourt  | Peter Polansky | Harel Levy Davide Sanguinetti | 6-2, 7-6(5) |         |
| 2.                           | 28 juli 2013   | Lexington | Hardcourt  | Peter Polansky | Bradley Klahn Michael Venus   | 7-5, 6-3    |         |

## Resultatentabel enkelspel
| Legenda | Legenda                          |
| ------- | -------------------------------- |
| g.t.    | geen toernooi gehouden           |
| l.c.    | lagere categorie                 |
| –       | niet deelgenomen                 |
| G       | uitgeschakeld in de groepsfase   |
| 1R      | uitgeschakeld in de eerste ronde |
| 2R      | uitgeschakeld in de tweede ronde |
| 3R      | uitgeschakeld in de derde ronde  |
| 4R      | uitgeschakeld in de vierde ronde |
| KF      | uitgeschakeld in de kwartfinale  |
| HF      | uitgeschakeld in de halve finale |
| F       | de finale verloren               |
| W       | het toernooi gewonnen            |
| w-v     | winst/verlies-balans             |

Deze gegevens zijn bijgewerkt tot en met 13 juli 2010
| Toernooi              | 2003              | 2004              | 2005              | 2006              | 2007              | 2008              | 2009  | 2010 | 2011 | 2012 | 2013 | 2014 | 2015 | Carrière winst-verlies |
| --------------------- | ----------------- | ----------------- | ----------------- | ----------------- | ----------------- | ----------------- | ----- | ---- | ---- | ---- | ---- | ---- | ---- | ---------------------- |
| Grandslamtoernooien   |                   |                   |                   |                   |                   |                   |       |      |      |      |      |      |      |                        |
| Australian Open       | –                 | –                 | –                 | –                 | 2R                | 1R                | 1R    | –    | 1R   | –    | –    | 1R   | –    | 1-5                    |
| Roland Garros         | –                 | –                 | –                 | –                 | –                 | 1R                | –     | –    | 1R   | 1R   | –    | –    | –    | 0-3                    |
| Wimbledon             | –                 | –                 | –                 | 1R                | 2R                | 2R                | 1R    | –    | 1R   | –    | –    | 2R   | –    | 3-6                    |
| US Open               | –                 | –                 | –                 | –                 | 1R                | 1R                | –     | –    | 1R   | –    | 2R   | 1R   | –    | 1-4                    |
| Winst-verlies         | 0-0               | 0-0               | 0-0               | 0-1               | 2-3               | 1-4               | 0-2   | 0-0  | 0-4  | 0-1  | 1-1  | 1-3  | 0-0  | 6-19                   |
| Tennis Masters Cup    |                   |                   |                   |                   |                   |                   |       |      |      |      |      |      |      |                        |
| ATP World Tour Finals | –                 | –                 | –                 | –                 | –                 | –                 | –     | –    | –    | –    | –    | –    |      | 0-0                    |
| ATP Masters 1000      |                   |                   |                   |                   |                   |                   |       |      |      |      |      |      |      |                        |
| Indian Wells          | –                 | –                 | –                 | –                 | 2R                | –                 | –     | –    | –    | –    | –    | –    | 1R   | 1-2                    |
| Miami                 | –                 | –                 | –                 | –                 | –                 | –                 | 2R    | –    | –    | 2R   | 1R   | –    | –    | 2-3                    |
| Monte Carlo           | –                 | –                 | –                 | –                 | –                 | –                 | –     | –    | –    | –    | –    | –    | –    | 0-0                    |
| Rome                  | –                 | –                 | –                 | –                 | –                 | –                 | –     | –    | –    | –    | –    | –    | –    | 0-0                    |
| Madrid                | –                 | –                 | –                 | –                 | –                 | –                 | –     | –    | –    | –    | –    | –    | –    | 0-0                    |
| Montreal/Toronto      | –                 | –                 | 1R                | 2R                | 4R                | 2R                | 1R    | 1R   | –    | 1R   | 2R   | 1R   | 1R   | 6-10                   |
| Cincinnati            | –                 | –                 | –                 | –                 | –                 | –                 | –     | –    | –    | –    | –    | –    | –    | 0-0                    |
| Shanghai              | Geen Masters 1000 | Geen Masters 1000 | Geen Masters 1000 | Geen Masters 1000 | Geen Masters 1000 | Geen Masters 1000 | –     | –    | –    | –    | –    | –    |      | 0-0                    |
| Parijs                | –                 | –                 | –                 | –                 | –                 | –                 | –     | –    | –    | –    | –    | –    |      | 0-0                    |
| Hamburg               | –                 | –                 | –                 | –                 | –                 | –                 | –     | –    | –    | –    | –    | –    |      | 0-0                    |
| Statistieken          |                   |                   |                   |                   |                   |                   |       |      |      |      |      |      |      |                        |
| Totaal aantal titels  | 0                 | 0                 | 0                 | 0                 | 0                 | 0                 | 0     | 0    | 0    | 0    | 0    | 0    |      | 0                      |
| Totaal winst-verlies  | 2-1               | 1-6               | 4-7               | 7-11              | 18-19             | 6-11              | 10-12 | 3-3  | 2-7  | 2-6  | 3-4  | 3-8  | 0-5  | 63-105                 |
| Eindejaarsranking     | 207               | 164               | 188               | 87                | 73                | 139               | 143   | 269  | 151  | 165  | 122  | 149  |      | n.v.t.                 |

### Prestatietabel grand slam, dubbelspel
| Toernooi        | 2007 | 2008 |
| --------------- | ---- | ---- |
| Australian Open | 1R   | 1R   |
| Roland Garros   | –    | –    |
| Wimbledon       | –    | –    |
| US Open         | –    | –    |